# Алан (осетинское имя)
Ала́н (от иран. Aryan — божественный, благородный) — мужское имя осетинского происхождения, наиболее часто даваемое имя в Осетии.

## Этимология
Имя Алан происходит от современного названия аланов, этимология которого до конца не ясна.
Существует несколько версий происхождения этнонима "Алан". Наиболее признанной в науке считается версия о происхождении от общего наименования древних ариев и иранцев arya. По другим версиям, этноним происходит от греческого глагола, означающего "странствовать" или "бродить", от названия горного хребта на Алтае или от древнеиранского «елен» — олень.

## История
Распространение имени Алан связано с национальным самосознанием осетин как алан, которое началось во второй половине XIX века — первой половине XX века.